# Diocesi di Alto Valle del Río Negro
La diocesi di Alto Valle del Río Negro (in latino Dioecesis Rivi Nigri Vallensis Superioris) è una sede della Chiesa cattolica in Argentina suffraganea dell'arcidiocesi di Bahía Blanca. Nel 2023 contava 271.300 battezzati su 387.566 abitanti. La sede è vacante.

## Territorio
La diocesi comprende i dipartimenti di General Roca e di El Cuy della provincia di Río Negro.
Sede vescovile è la città di General Roca, dove si trova la cattedrale di Nostra Signora del Carmine.
Il territorio si estende su 37.130 km² ed è suddiviso in 19 parrocchie.

## Storia
La diocesi è stata eretta il 22 luglio 1993 con la bolla Quo facilius di papa Giovanni Paolo II, ricavandone il territorio dalla diocesi di Viedma.
Il 10 ottobre 1994, con la lettera apostolica Sanctam Familiam, lo stesso papa Giovanni Paolo II ha confermato la Sacra Famiglia di Nazareth patrona della diocesi.

## Cronotassi dei vescovi
Si omettono i periodi di sede vacante non superiori ai 2 anni o non storicamente accertati.
- José Pedro Pozzi, S.D.B. † (22 luglio 1993 - 19 marzo 2003 ritirato)
- Néstor Hugo Navarro (19 marzo 2003 - 10 febbraio 2010 ritirato)
- Marcelo Alejandro Cuenca Revuelta (10 febbraio 2010 - 20 marzo 2021 dimesso)
- Alejandro Pablo Benna[3] (9 luglio 2021 - 28 maggio 2025 nominato vescovo di Morón)
  - Oscar Eduardo Miñarro, dal 9 agosto 2025 (amministratore apostolico)

## Statistiche
La diocesi nel 2023 su una popolazione di 387.566 persone contava 271.300 battezzati, corrispondenti al 70,0% del totale.
| anno | popolazione | popolazione | popolazione | presbiteri | presbiteri | presbiteri | presbiteri                | diaconi | religiosi | religiosi | parrocchie |
| anno | battezzati  | totale      | %           | numero     | secolari   | regolari   | battezzati per presbitero | diaconi | uomini    | donne     | parrocchie |
| ---- | ----------- | ----------- | ----------- | ---------- | ---------- | ---------- | ------------------------- | ------- | --------- | --------- | ---------- |
| 1999 | 255.100     | 300.121     | 85,0        | 27         | 12         | 15         | 9.448                     | 1       | 22        | 42        | 18         |
| 2000 | 259.705     | 319.705     | 81,2        | 28         | 12         | 16         | 9.275                     | 1       | 23        | 40        | 18         |
| 2001 | 262.211     | 332.601     | 78,8        | 24         | 12         | 12         | 10.925                    | 1       | 19        | 38        | 18         |
| 2002 | 265.470     | 344.485     | 77,1        | 23         | 10         | 13         | 11.542                    | 1       | 20        | 33        | 18         |
| 2003 | 294.261     | 346.190     | 85,0        | 28         | 14         | 14         | 10.509                    | 1       | 20        | 30        | 18         |
| 2004 | 295.545     | 347.700     | 85,0        | 25         | 12         | 13         | 11.821                    | 1       | 17        | 28        | 18         |
| 2006 | 250.000     | 293.000     | 85,3        | 28         | 16         | 12         | 8.928                     | 1       | 17        | 23        | 18         |
| 2012 | 276.629     | 325.447     | 85,0        | 27         | 18         | 9          | 10.245                    | 1       | 12        | 18        | 18         |
| 2015 | 293.000     | 345.000     | 84,9        | 25         | 15         | 10         | 11.720                    | 6       | 13        | 12        | 18         |
| 2018 | 374.400     | 468.000     | 80,0        | 29         | 19         | 10         | 12.910                    | 5       | 12        | 10        | 18         |
| 2020 | 264.177     | 377.397     | 70,0        | 28         | 19         | 9          | 9.434                     | 8       | 10        | 9         | 19         |
| 2022 | 266.957     | 381.368     | 70,0        | 25         | 15         | 10         | 10.678                    | 7       | 10        | 9         | 19         |
| 2023 | 271.300     | 387.566     | 70,0        | 23         | 16         | 7          | 11.795                    | 7       | 7         | 6         | 19         |